# Dub Inc
Pour les articles homonymes, voir Dub (homonymie).
Dub Inc, anciennement Dub Incorporation (prononcé en anglais : [dʌb ɪŋkɔɹpəɹeɪʃən]), est un groupe français de reggae, originaire de Saint-Étienne, dans la Loire. Il change de nom et devient Dub Inc en 2006. En 2023, Dub Inc compte huit albums studio, deux EP, trois albums live, et quatre mixtapes.
Le groupe est devenu populaire à l'échelle nationale et internationale grâce à ses auto-publications.

## Biographie

### Débuts (1997–2008)
Le groupe est formé en 1997 sous le nom de Dub Incorporation, à Saint-Étienne. Lors d'une interview avec Midi libre, Gregory Mavridokaris (Zigo) explique d'où vient le nom du groupe : « Lorsque nous avons créé le groupe, nous n’étions que trois musiciens et nous incorporions dans nos morceaux du dub, un genre issu du reggae jamaïquain. Nous avons donc trouvé ce nom que nous avons gardé quand les chanteurs sont arrivés. » Dub Incorporation fait partie à cette période du collectif Massa Sound regroupant la scène reggae, ragga et dub stéphanoise.
Leur premier EP (Dub incorporation 1.1) sorti en version limitée à Saint-Étienne comporte Hakimniktou, chanson sur les problèmes politiques et sociétaux entre Algérie et France. Figurent également les premières versions de Rudeboy (la chanson culte du groupe) et L'Échiquier, reprises plus tard dans l'album Diversité. Les autres morceaux sont des dub instrumentaux. Leur deuxième EP, Version 1.2 met en place une musique métissée propre à Dub Incorporation. Le chant ragga se fait plus présent. Puis, la sortie de l'album Diversité marque le changement de statut du groupe qui commence à être connu du grand public grâce notamment au morceau Life avec le chanteur ivoirien Tiken Jah Fakoly, et à la reprise du désormais célèbre Rudeboy déjà présent sur Dub Incorporation 1.1.
Leur deuxième album, Dans le décor, sort en 2005, en indépendant. Le groupe s'offre les services de l'ingénieur du son jamaïcain Samuel Clayton Junior, et fait des featurings avec David Hinds du groupe Steel Pulse, Omar Perry, et le chanteur ragga guinéen résident français Lyricson. Sur la sortie de l'album, le groupe explique que « Pendant un moment on pensait signer pour un contrat en licence avec un petit label mais au final on a dû travailler seul. Une perte est parfois un gain. On a réussi à emprunter et à financer l'album en se serrant la ceinture. On a fait la production et la promotion par nous même… L'album est entré la première semaine à la 61e place des charts et quand tu vois la liste des personnes qui sont au-dessus et en dessous, c'est une chose dont tu peux être fier. »
Le groupe change de nom et passe de Dub Incorporation à Dub Inc en 2006. Le troisième album du groupe, sorti en 2008 et baptisé Afrikya et est tourné vers un style plus electro que ses prédécesseurs. Des titres comme Do Sissi ou Djamila qui sont tous deux chantés en langue étrangère avec des sons orientaux. Dub Inc réalise son premier clip vidéo pour le titre Métissage extrait de ce dernier album.

### Hors contrôleetParadise(2009–2014)

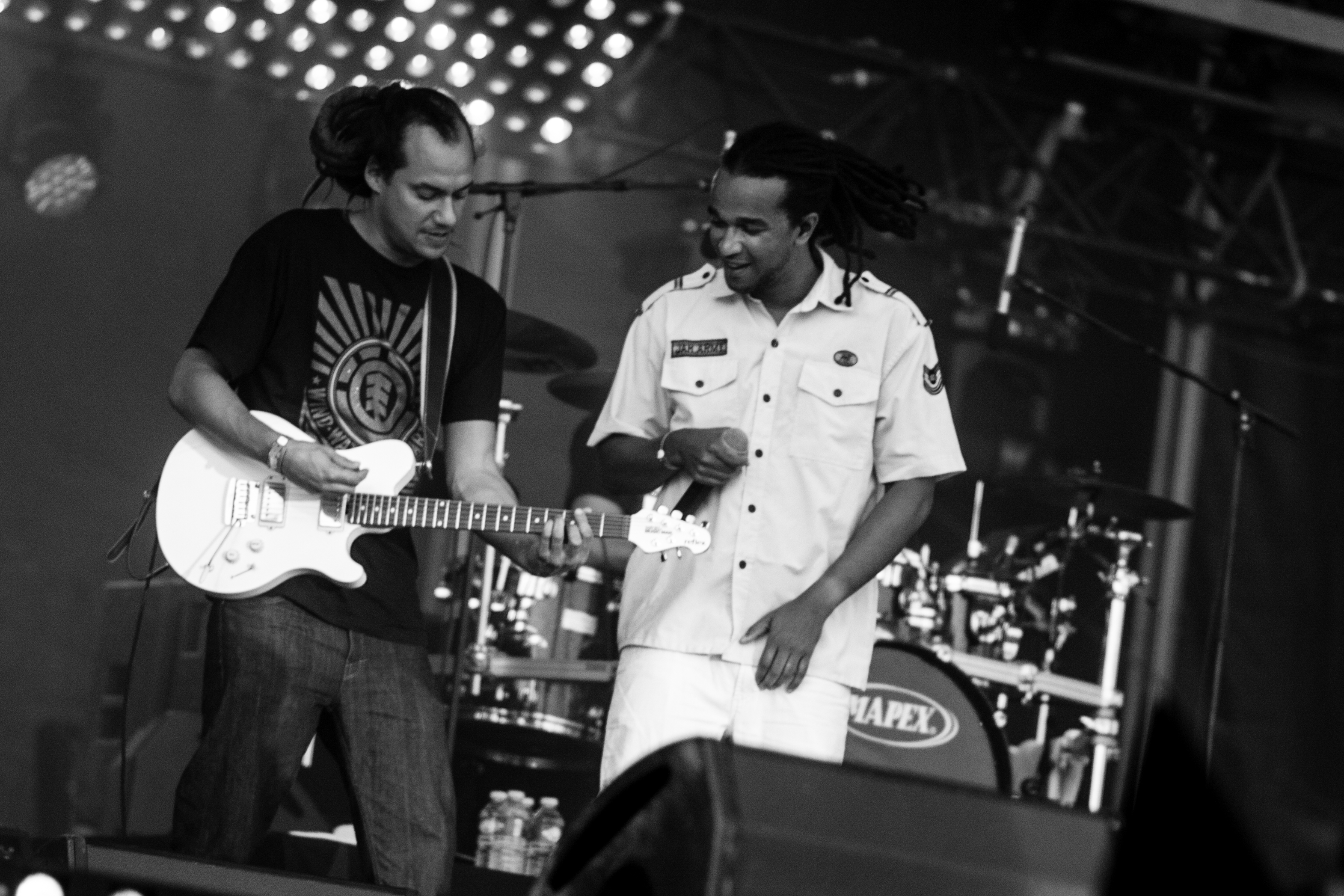
Dub Inc à la Fête de l'Humanité.

En octobre 2009, le groupe annonce l'enregistrement d'un nouvel album en Allemagne au mois de février 2010. Ce quatrième opus intitulé Hors contrôle est présenté en avant-première aux Francofolies de la Rochelle le 26 juillet 2010. Les trois premiers singles de l'album, Tout ce qu'ils veulent, Dos à dos et No Doubt reçoivent un accueil positif de la part des fans. Le dernier extrait No Doubt est un featuring avec l'artiste jamaïcain Tarrus Riley avec au saxophone Dean Fraser, le cuivriste jamaïcain. 
Sorti le 5 octobre 2010, Hors contrôle, composé de 15 titres, est positivement accueilli par la presse spécialisée. L'album se place également à la 27e place des meilleures ventes d'album en octobre 2010, et est élu par plus de 8 000 votants, meilleur album de reggae français lors des Web Reggae Awards 2010. La sortie de l'album est suivie d'une tournée européenne qui les amène dans 27 pays en 2012. Après une tournée en Europe de l'Est (Croatie, Bulgarie, Hongrie, Pologne, Roumanie, Tchéquie, Serbie et Slovaquie), le groupe se produit pour la première fois en Amérique du Sud à Bogota (Colombie) le 1er juillet 2012 au festival Rock al parque en plein air. 
La même année, le groupe se produit à l'édition 2012 de la Fête de l'Humanité à La Courneuve, le 15 septembre 2012. Toujours en 2012, le groupe est le sujet d'un documentaire, intitulé Rude Boy Story, réalisé par Kamir Meridja, qui a suivi le groupe pendant plus de trois ans.
Le 15 mai 2013, le groupe annonce la sortie de son nouvel album, intitulé Paradise, pour le 14 octobre 2013. L'un des singles extraits de l'album est Chaque nouvelle page

### Dernières activités (depuis 2015)

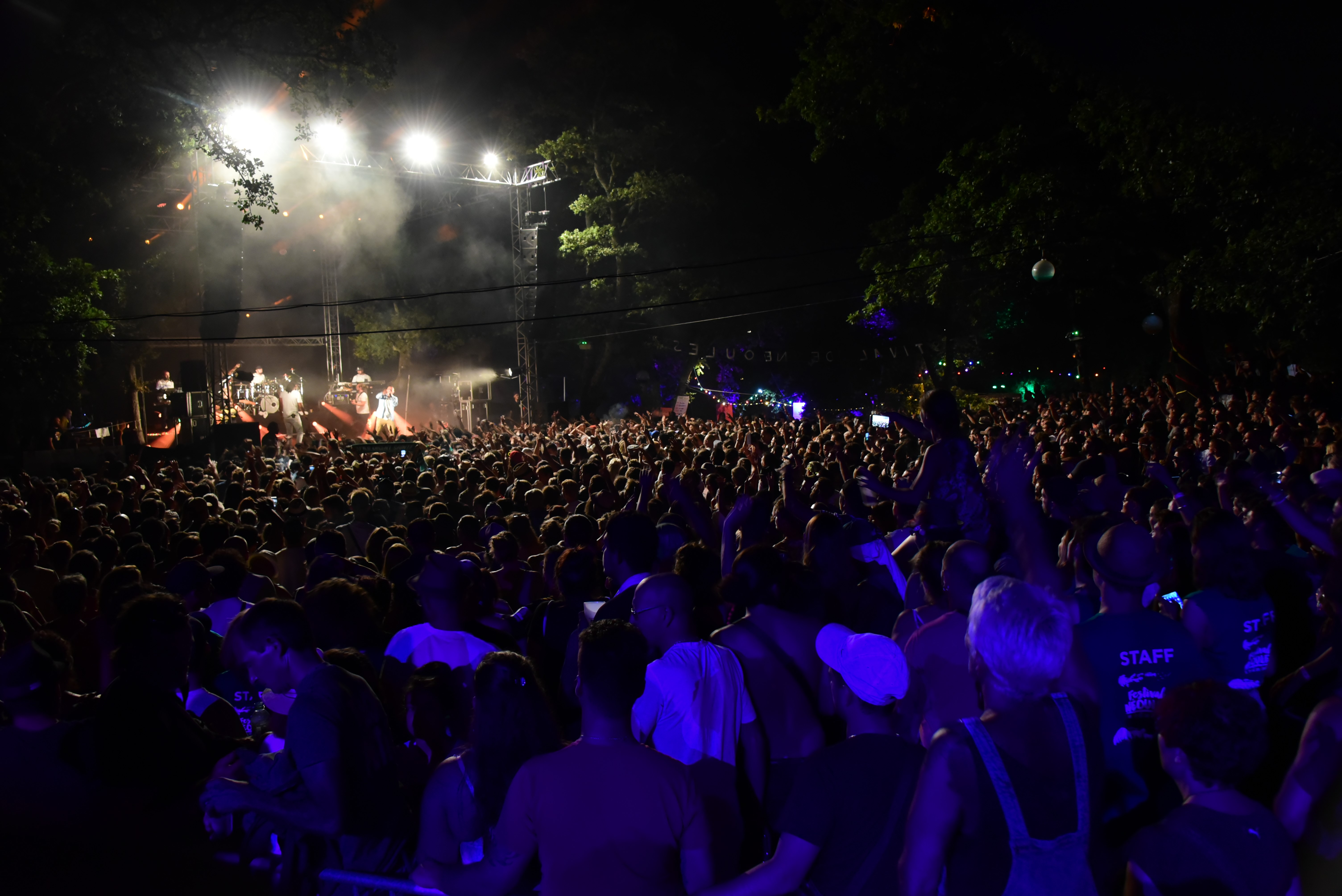
Dub Inc, au festival de Néoules en 2019.

En 2016, le groupe annonce leur sixième album, intitulé So What, pour le 23 septembre 2016. À la fin 2017, l'Union des producteurs phonographiques français indépendants (UPFI) certifie l'album disque d'or. En septembre 2019, le groupe est de retour avec un nouvel album intitulé Millions et une nouvelle tournée,.
En avril 2020, Dub Inc publie un nouveau morceau inédit Faut qu'on s’évade, inspiré par le confinement dû à la pandémie de Covid-19. Durant l'année 2020, ils sortent un album avec un rappel de certaines chansons mais cette fois-ci en acoustique. À la mi-2022, ils sortent leur clip Tour du monde, avant de publier leur huitième album intitulé Futur en septembre 2022.

## Style musical et influences
Le groupe est composé de sept musiciens : deux chanteurs-percussionnistes (derbouka), un guitariste, deux claviéristes, un bassiste et un batteur. Les instruments empruntent aux classiques du dub, du reggae et du ragga, tout en renouvelant les genres. La réverbération et la forte construction des morceaux en lentes montées évoquent les influences du dub. Les chanteurs du groupe chantent en plusieurs langues : en anglais, en français et en kabyle.
Adolescents, certains membres du groupes ont bâti une partie de leur culture musicale en écoutant Radio Dio, radio associative de Saint-Étienne.

## Performances
Dub Inc joue à l'échelle nationale, dans les régions de France, se produisant dans les petites puis grandes salles de concert du pays (Palais des Spectacles et Hall C de Saint-Étienne, Le Transbordeur de Lyon, L'Aéronef de Lille, L'Élysée-Montmartre et le Bataclan de Paris, La Carene à Brest, Les Zéniths de Lille, Dijon, Saint-Étienne, Paris ou encore le Dôme de Marseille). Ils apparaissent aussi sur le DVD concert The Reggae Addicts Live de Sinsemilia en 2016, enregistré au Summum de Grenoble. Ils participent également à des festivals européens incluant notamment Solidays, Francofolies de La Rochelle, Printemps de Bourges, Fête de l'Humanité Vieilles Charrues, Paleo Festival, Foreztival, Le Jardin du Michel, Artefacts, et Le No Logo en 2016. 
Ils se déplacent aussi à l'international, notamment en Afrique, et s'impliquent aux côtés de l'association Survie. Au mois de juin 2010, ils font pour la première fois une petite tournée aux États-Unis où ils se sont produits à New-York notamment.

## Membres
- Hakim « Bouchkour » Meridja — chant, percussions
- Aurélien « Komlan » Zohou — chant, percussions
- Frédéric Peyron — claviers, accordéon
- Idir Derdiche — claviers
- Moritz Von Korff — basse
- Jérémie Gregeois — guitare
- Grégory « Zigo » Mavridorakis — batterie
- Benjamin Jouve — ingénieur du son

## Discographie

### Participations
- 2020 : Brian Williamson XXV avec Tryo sur l'album XXV
- 2022 : Brian Williamson XXV et Dans ta ville, sur l'album live Tout au Tour de Tryo, lors du concert anniversaire des 25 ans du groupe enregistré à Bercy

## Film documentaire
- Rude Boy Story de Kamir Méridja, film documentaire réalisé en 2012[2].

## Distinctions
- Lauréat du concours FAIR en 2004[réf. nécessaire].
- 'Afrikya : élu « meilleur album de reggae français » lors des Web Reggae Awards 2008[réf. nécessaire].
- Hors Contrôle élu « Meilleur album de reggae français » lors des Web Reggae Awards 2010[7] et Victoire du reggae[24], certifié disque d'or pour 50 000 exemplaires vendus par l'UPFI.
- Paradise : élu « Meilleur album de reggae français » lors des Web Reggae Awards 2013, certifié disque d'or pour 50 000 exemplaires vendus par l'UPFI[réf. nécessaire].
- So What : certifié disque d'or (2017)[15].